# حيدر العامر
حيدر مهدي العامر (مواليد 2 ديسمبر 1989) هو لاعب كرة قدم سعودي.
كانت بداياته مع نادي هجر و تألق مع نادي هجر وانتقل إلى النادي الأهلي في عام 2014 و لعب معهم نهائي دوري أبطال آسيا وتعرض بعدها بفترة لإصابة في الرباط الصليبي قضت على مشواره مع النادي الأهلي و تم انهاء عقده بالتراضي في عام 2014 و وقع مع نادي العدالة في عام 2015 و وقع مع نادي العمران في عام 2018 .